# Luka, Tarașcea
Luka (în ucraineană Лука) este o comună în raionul Tarașcea, regiunea Kiev, Ucraina, formată numai din satul de reședință.

## Demografie
Componența lingvistică a comunei Luka
     Ucraineană (97,47%)
     Rusă (1,87%)
     Alte limbi (0,12%)
Conform recensământului din 2001, majoritatea populației comunei Luka era vorbitoare de ucraineană (97,47%), existând în minoritate și vorbitori de rusă (1,87%).